# Pescanova
Pescanova és una empresa pesquera espanyola amb seu a Redondela, a la província de Pontevedra. El port de Vigo és la seva base d'operacions. El grup Pescanova opera en 21 països amb aproximadament 3.400 treballadors.
L'1 de març de 2013 la companyia va sol·licitar el preconcurs d'acreditors.
En febrer de 2016 Elena Salgado entrà al consell d'administració de Nueva Pescanova.